# Формула-1 — Гран-прі Бельгії 1958
Гран-прі Бельгії 1958 року — п'ятий етап чемпіонату світу 1958 року з автоперегонів у класі Формула-1, відбувся 15 червня на трасі Спа-Франкоршам.

## Перегони
|      | Пілот                    | Команда       | Кіл | Час           | Старт | Очок |
| ---- | ------------------------ | ------------- | --- | ------------- | ----- | ---- |
| 1    | Тоні Брукс               | Вонволл       | 24  | 1:37:06.3     | 4     | 8    |
| 2    | Майк Хоторн              | Феррарі       | 24  | +20.7         | 1     | 7    |
| 3    | Стюарт Льюїс-Еванс       | Вонволл       | 24  | +3:00.9       | 11    | 4    |
| 4    | Кліфф Еллісон            | Лотус-Клімакс | 24  | +4:15.5       | 12    | 3    |
| 5    | Гаррі Шелл               | БРМ           | 23  | +1 коло       | 7     | 2    |
| 6    | Олів'є Жендеб'єн         | Феррарі       | 23  | +1 коло       | 6     |      |
| 7    | Моріс Трентіньян         | Мазераті      | 23  | +1 коло       | 16    |      |
| 8    | Рой Сальвадорі           | Купер-Клімакс | 23  | +1 коло       | 13    |      |
| 9    | Йо Бонньє                | Мазераті      | 22  | +2 кола       | 14    |      |
| 10   | Марія Тереза де Філіппіс | Мазераті      | 22  | +2 кола       | 19    |      |
| Схід | Пако Годіа               | Мазераті      | 22  | двигун        | 18    |      |
| Схід | Джек Бребгем             | Купер-Клімакс | 16  | перегрів      | 8     |      |
| Схід | Ґрем Хілл                | Лотус-Клімакс | 12  | двигун        | 15    |      |
| Схід | Луїджі Муссо             | Феррарі       | 5   | аварія        | 2     |      |
| Схід | Пітер Коллінз            | Феррарі       | 5   | перегрів      | 4     |      |
| Схід | Жан Бера                 | БРМ           | 5   | масляний тиск | 10    |      |
| Схід | Вольфганг Зайдель        | Мазераті      | 4   |               | 17    |      |
| Схід | Стірлінг Мосс            | Вонволл       | 0   | двигун        | 9     |      |
| Схід | Мастен Ґреґорі           | Мазераті      | 0   | двигун        | 3     |      |